# Хімічний туалет

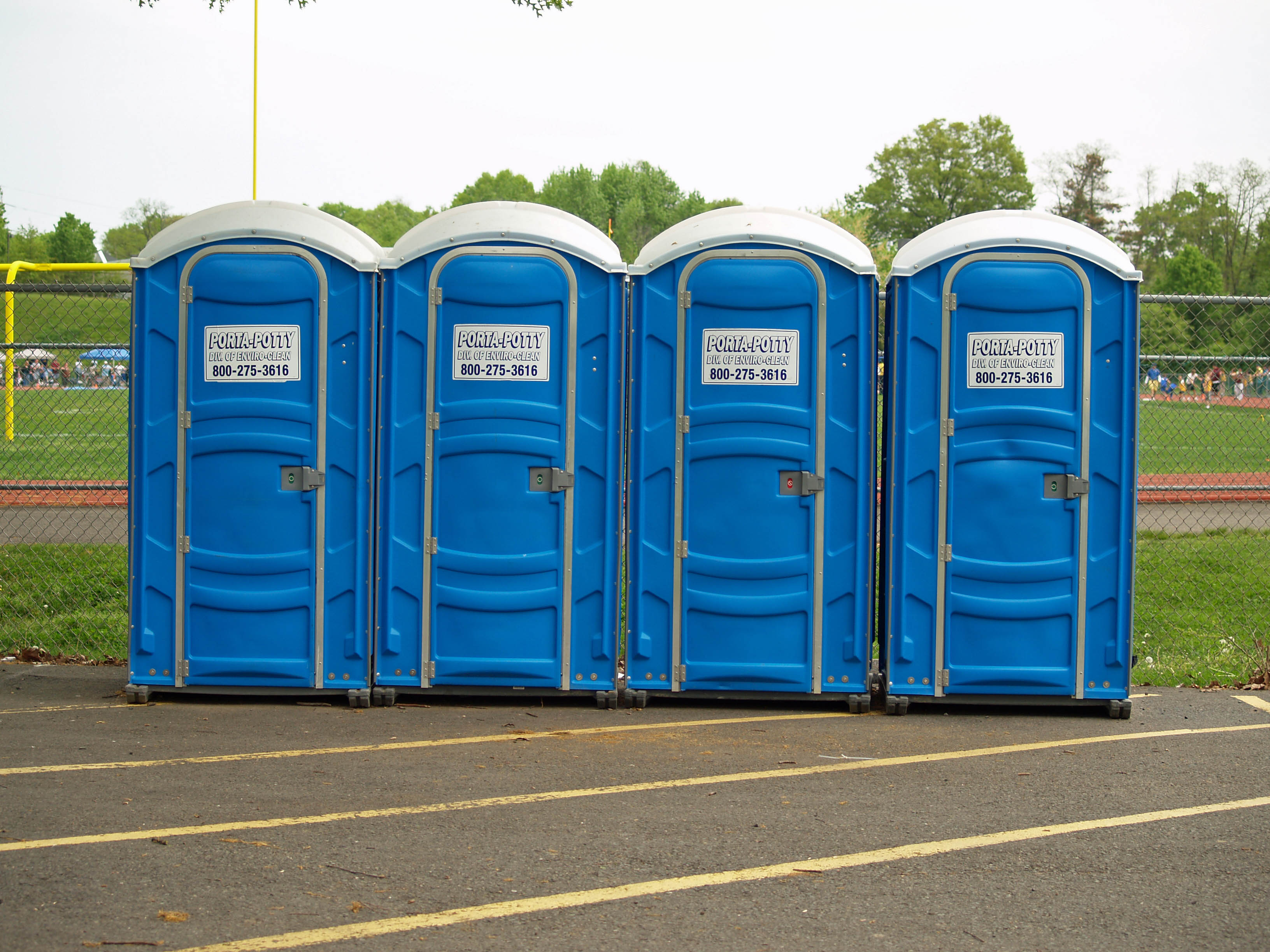
Блок хімічних туалетів

Хімічний туалет збирає людські екскременти в резервуар і використовує хімікати для мінімізації запахів. Вони не вимагають підключення до водопроводу і використовуються в самих різних ситуаціях. Ці туалети зазвичай, але не завжди, є автономними та рухомими. Хімічний туалет побудований навколо відносно невеликого бака, який вимагає частого спорожнення. Він не під'єднаний ні до ями в землі (як вигрібна яма), ні до септичної ями, ні до муніципальної системи, що веде до очисних споруд. Коли резервуар спорожняється, його вміст зазвичай перекачується в каналізацію або безпосередньо на очисні споруди.
Портативні туалети, які використовуються на будівельних майданчиках і на великих зібраннях, таких як музичні фестивалі, є добре відомими типами хімічних туалетів. Оскільки вони зазвичай використовуються протягом короткого періоду часу та через їхню високу ціну, їх переважно орендують, а не купують, часто включаючи обслуговування та прибирання. Більш простий тип хімічного туалету можна використовувати в трейлерах (караванах) і на невеликих човнах.
Багато хімічних туалетів використовують синій барвник у чаші води. У минулому дезінфекцію зазвичай проводили шляхом змішування формальдегіду, відбілювача або подібних хімікатів з туалетною водою під час змивання. Сучасні препарати створені на основі нітратів і діють біологічно.